# Trogen AR
| AR ist das Kürzel für den Kanton Appenzell Ausserrhoden in der Schweiz. Es wird verwendet, um Verwechslungen mit anderen Einträgen des Namens Trogen zu vermeiden. |

Trogen ist eine politische Gemeinde im ehemaligen Bezirk Mittelland des Kantons Appenzell Ausserrhoden in der Schweiz. Sie ist Sitz der kantonalen Justizbehörden von Appenzell Ausserrhoden.

## Geographie
Trogen liegt im Appenzeller Mittelland, geprägt vom Gäbris, dem höchsten Berg des Bezirks. Der tiefste Punkt der Gemeinde befindet sich beim Chastenloch auf 693 Meter, der höchste Punkt befindet sich oberhalb des Sitz auf 1183 Meter. Trogen grenzt an die Gemeinden Wald, Altstätten (SG), Gais, Bühler, Speicher und Rehetobel sowie den Innerrhoder Bezirk Oberegg. Ein Dreikantoneeck zu den Kantonen Appenzell Innerrhoden und St. Gallen findet sich beim Ruppenpass. (). Der Fluss Goldach beginnt auf dem Gemeindegebiet in der Nähe des Ruppenpass. Die ausserrhodische Gemeinde hat eine Gesamtfläche von 1003 Hektaren. 78 ha sind Siedlungsfläche, während 509 ha der Landwirtschaft dienen und 412 ha Waldfläche sind. Trogen ist zudem der Endpunkt der Bahnstrecke Appenzell–St. Gallen–Trogen der Appenzeller Bahnen (ehemalige Trogenerbahn).

## Geschichte
Trogen wurde 1168 als Trugin erstmals erwähnt. Bis ins 14. Jahrhundert war Trogen ein Amt unter der Herrschaft der Fürstabtei St. Gallen. 1401 schloss sich Trogen dem Volksbund der Gotteshausleute an und errang mit diesen in der Schlacht bei Vögelinsegg 1403 einen Sieg gegen die äbtisch-habsburgischen Truppen. Nach dem Ende der Appenzellerkriege im Jahr 1429 entstand die Rhode Trogen, zu der das Vorderland mit Hirschberg und Oberegg gehörte. 1525 trat Trogen zur Reformation über. Als sich das Land Appenzell 1597 in Ausser- und Innerrhoden teilte, wurde Trogen der Hauptort des Kantons Appenzell Ausserrhoden. Fortan war es Landsgemeindeort, Tagungsort des Grossen und des Kleinen Rats sowie Gerichtsstätte; der Richtplatz befand sich westlich von Trogen im heutigen Ortsteil Gfeld. Grub AR, Walzenhausen, Heiden, Wolfhalden und Lutzenberg machten sich bis 1658 selbständig, zuletzt bauten auch Rehetobel (1669) und Wald (1686) eine eigene Kirche. Zum Ende des 17. Jahrhunderts bestand Trogen in den heutigen Grenzen.

Trogen, Ortsteilansicht, Mai 1921

Luftbild der Swissair Photo AG von 1949

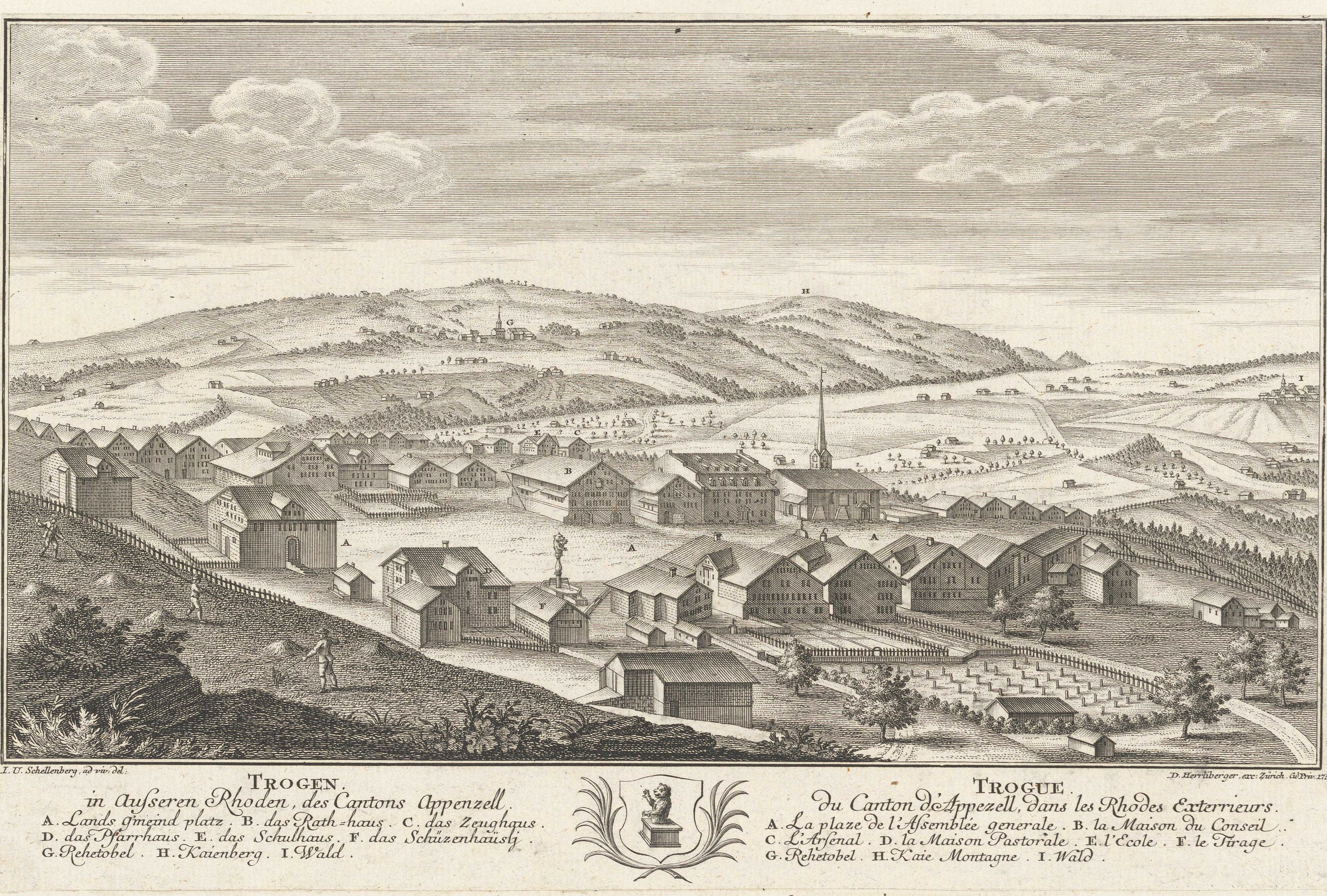
Trogen in Appenzell Ausserrhohen, Grafik von Johann Ulrich Schellenberg

Ab dem 16. Jahrhundert bis zur industriellen Revolution wurde Trogen, wie ein grosser Teil des Appenzellerlands, durch den Verkauf von Webereien und Stickereien wohlhabend. Dieser Trend wurde durch die Zellweger-Familie verstärkt, die mit dem Leinwandhandel zeitweise ein Vermögen machte. 1667 eröffnete Conrad Zellweger-Rechsteiner in seinem Wohnhaus, dem heutigen KVT-Haus, eine Leinwandschau. Sein Sohn Conrad Zellweger-Tanner und er gelten als Begründer der Zellweger’schen Handelshäuser. Die sogenannten Zellweger-Paläste wurden um den Trogner Landsgemeindeplatz gebaut. Einige davon stehen auf der Liste der Kulturgüter von nationaler Bedeutung. Zellweger-Tanner wohnte mit seiner Frau im heutigen Rathaus; ihr erster Sohn, Conrad Zellweger-Sulser, baute die «Krone». Das Erbauen der Paläste sorgte innerhalb der Familie für Unruhe, da jeder versuchte, die anderen mit einem noch prächtigeren Palast zu übertrumpfen, was zum teilweisen Zerfall von Geschäftsallianzen und angespannten Familienverhältnissen führte. Der Baumeister des zweiten Steinpalasts von 1760 war Hans Ulrich Grubenmann (1709–1783) aus Teufen, das Gemeindehaus und der Sonnenhof werden ebenfalls ihm zugeschrieben. Die kunsthistorisch bedeutende reformierte Kirche, die 1779–1782 errichtet wurde, war sein letztes Werk. Seit 1866, 49 Jahre nach Konkurs der letzten Zellweger-Firma, gab es vorerst keine weiteren Bauveränderungen auf dem Dorfplatz mehr.
Die Landsgemeinde fand bis zu ihrer Abschaffung 1997 jedes zweite Jahr in Trogen statt. Wegen seiner Grösse, des Sitzes der Kantonsregierung und Teilen der Verwaltung wird heute jedoch meist Herisau als Hauptort des Kantons Appenzell Ausserrhoden bezeichnet. 2011 wurde in Trogen über eine Gesamterneuerung des Landsgemeindeplatzes abgestimmt. 2019 begannen die Bauarbeiten, und im Frühjahr 2021 konnten sie mit dem Bau des Gartens vor dem Fünfeckpalast beendet werden. Im Juni 2021 wurde der neue Pflastersteinplatz eingeweiht.
Zu Beginn des 20. Jahrhunderts war der Haupterwerbszweig Trogens die Textilindustrie. 66 Prozent der Bewohnerinnen und Bewohner waren in diesem Bereich tätig. Zeitgleich begann Trogen sich langsam zu einem Luftkur- und Wintersportort zu entwickeln. In der Zwischenkriegszeit ging die Bevölkerungszahl stark zurück. Obwohl sich die Gegend wirtschaftlich erholte und durch den Anschluss an die Bahnlinie der Trogenerbahn im Jahr 1903 auch als Wohnort attraktiver wurde, übertraf die Bevölkerungszahl seither den Höchstwert der 1850er-Jahre nie mehr.
Trogen hat die Auszeichnung als Energiestadt erhalten. Das Label bezeugt, dass die Gemeinde sich für eine effiziente Energienutzung, erneuerbare Energien, umweltverträgliche Mobilität sowie Klimaschutz einsetzt. Die Gemeinde wird dabei von einem Energiestadtberater unterstützt.

## Bilder

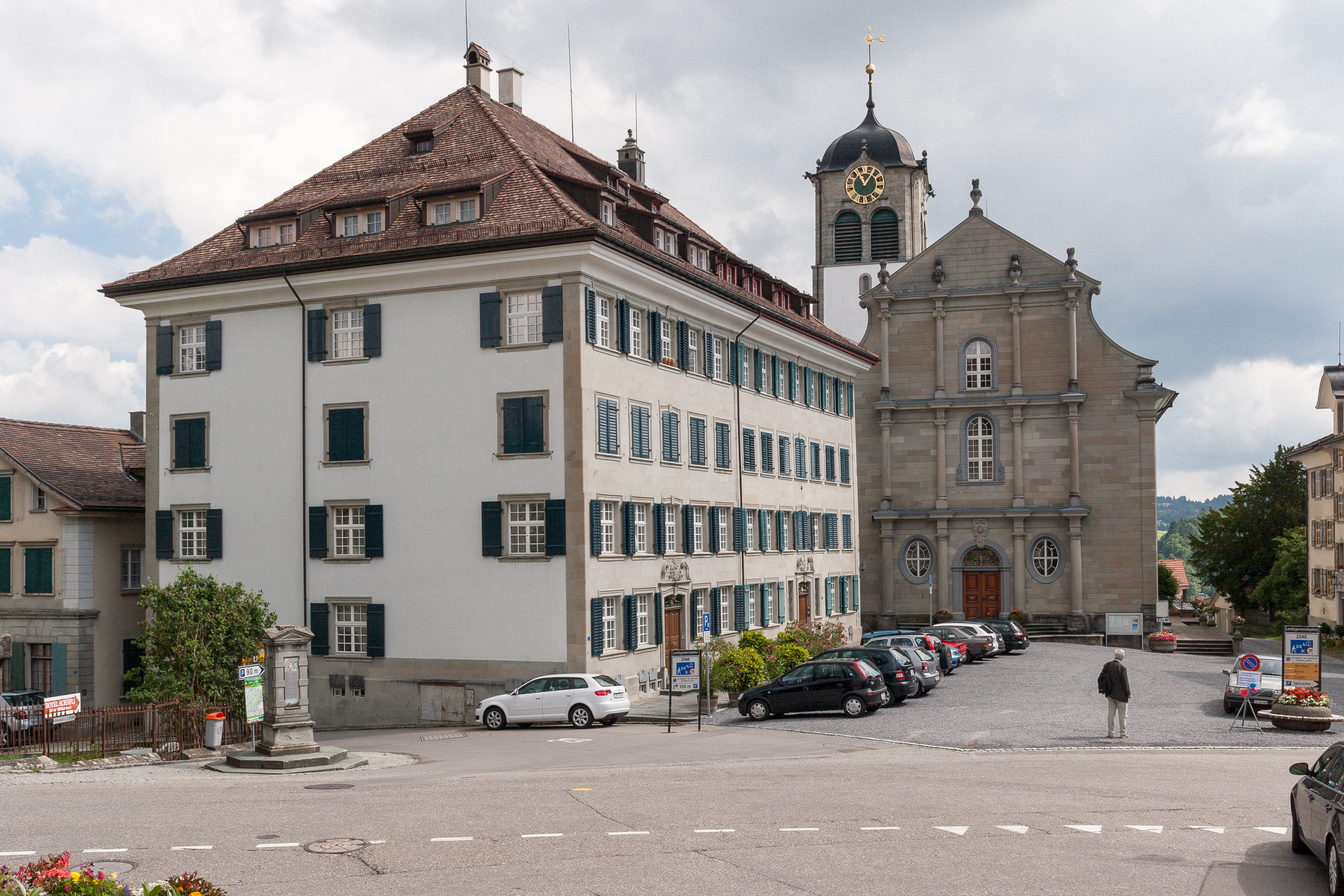
Zellweger'scher Doppelpalast und Reformierte Kirche
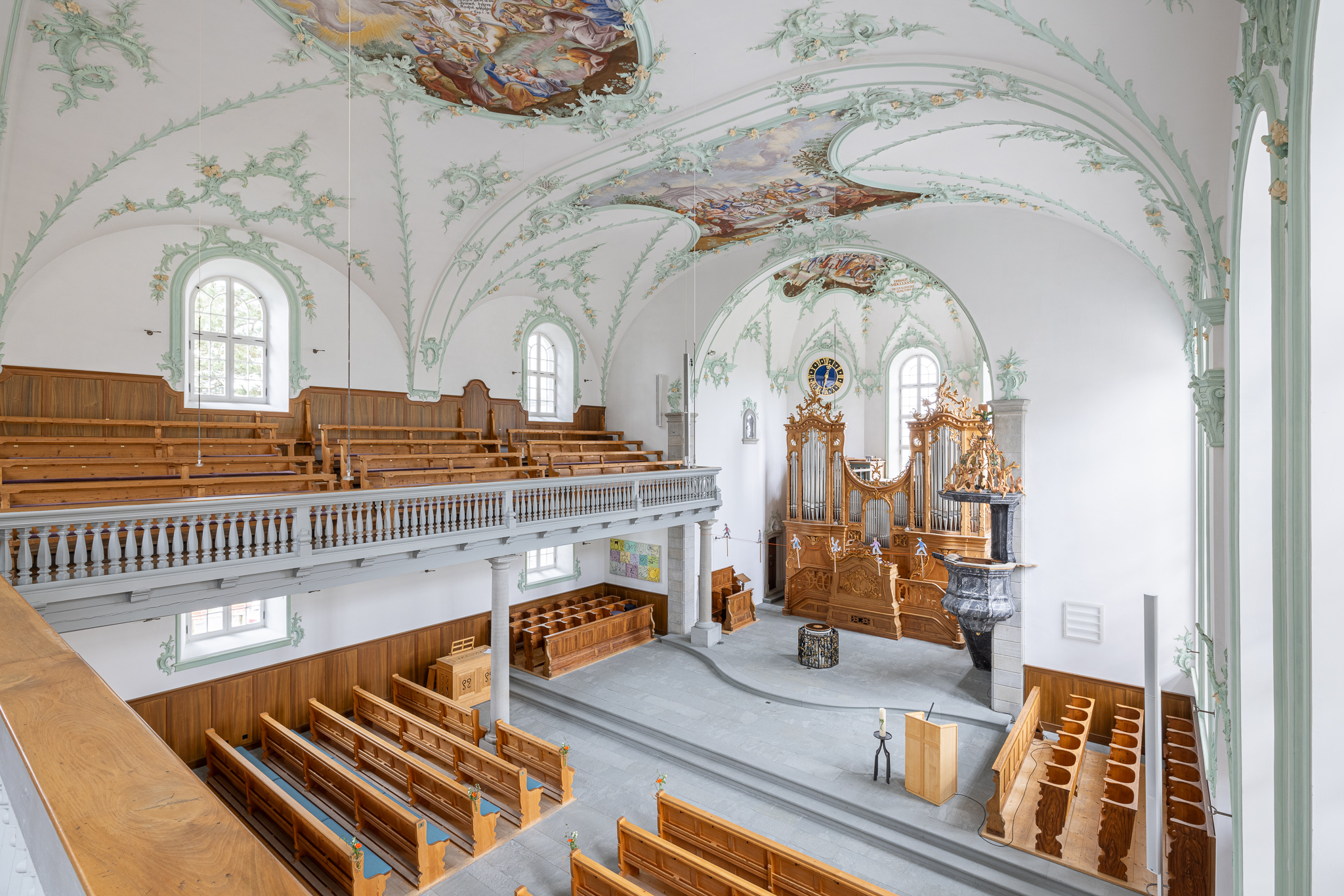
Der Innenraum der Reformierten Kirche mit den reichen Deckenverzierungen
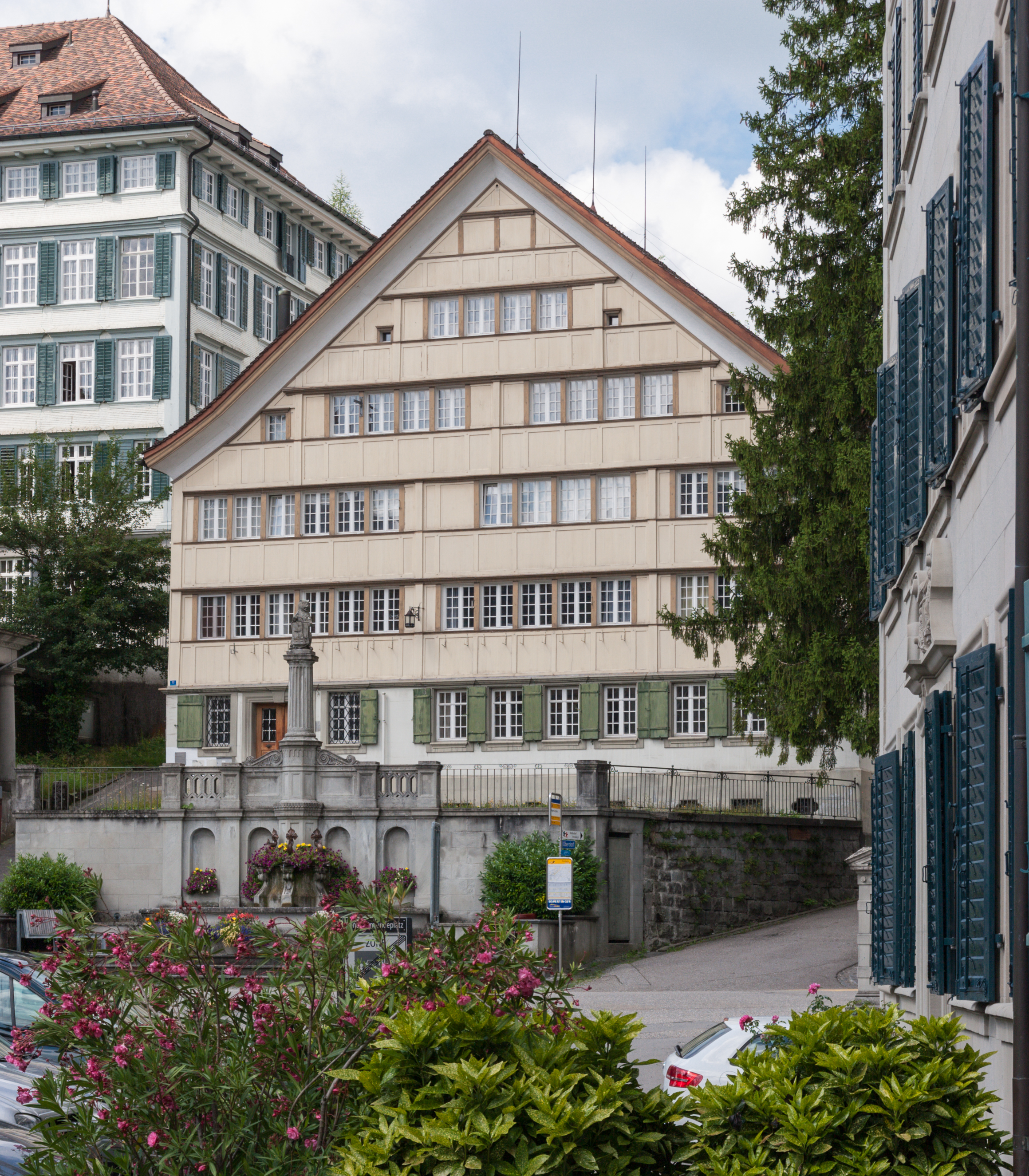
KVT-Haus Landsgemeindeplatz 10
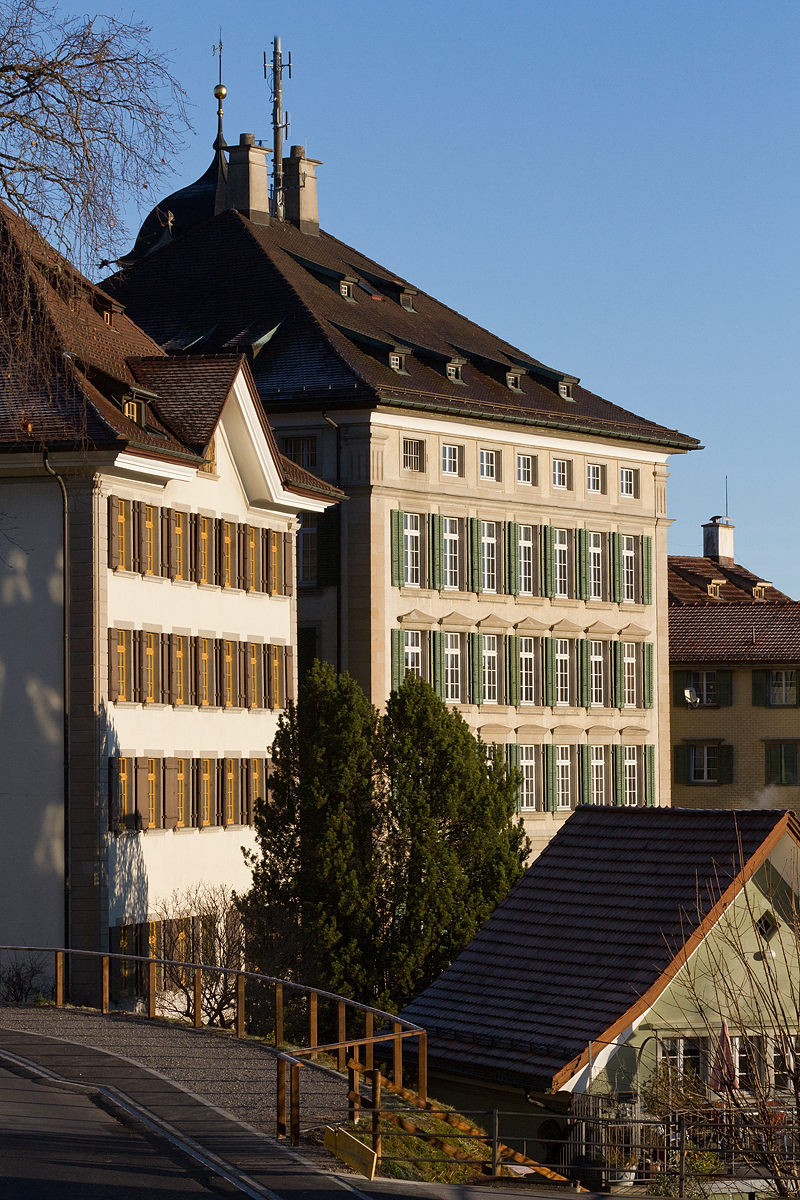
Pfarrhaus und Rathaus
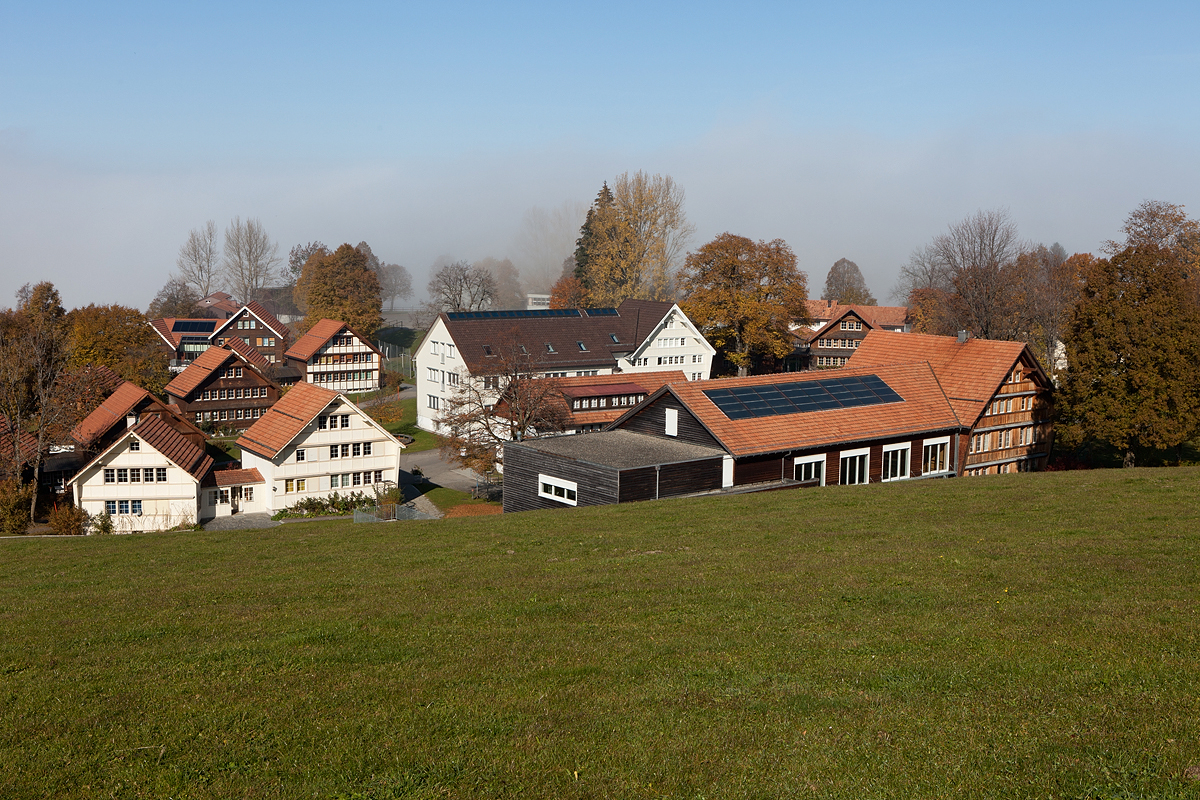
Kinderdorf Pestalozzi
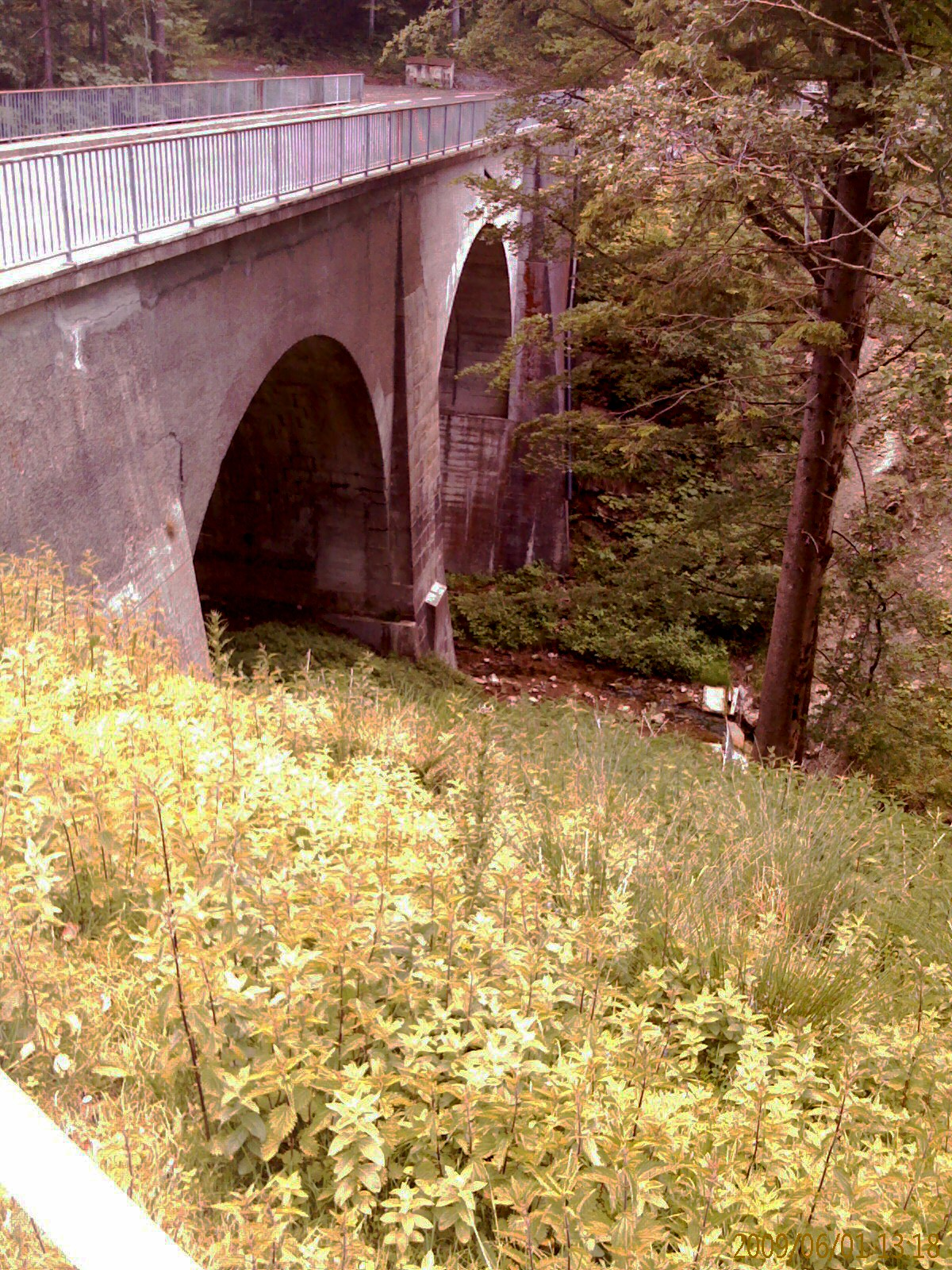
Bogenbrücke über die Goldach

### Bevölkerung
| Bevölkerungsentwicklung | Bevölkerungsentwicklung | Bevölkerungsentwicklung | Bevölkerungsentwicklung | Bevölkerungsentwicklung | Bevölkerungsentwicklung | Bevölkerungsentwicklung | Bevölkerungsentwicklung | Bevölkerungsentwicklung | Bevölkerungsentwicklung | Bevölkerungsentwicklung |      |
| Jahr                    | 1667                    | 1734                    | 1813                    | 1850                    | 1900                    | 1950                    | 1980                    | 2000                    | 2005                    | 2010                    | 2021 |
| ----------------------- | ----------------------- | ----------------------- | ----------------------- | ----------------------- | ----------------------- | ----------------------- | ----------------------- | ----------------------- | ----------------------- | ----------------------- | ---- |
| Einwohner               | 2262*                   | 2250**                  | 2370                    | 2611                    | 2496                    | 2142                    | 1853                    | 1867                    | 1751                    | 1687                    | 1877 |

*(inkl. Wald, Rehetobel)00000
**(exkl. Wald, Rehetobel)

## Politik

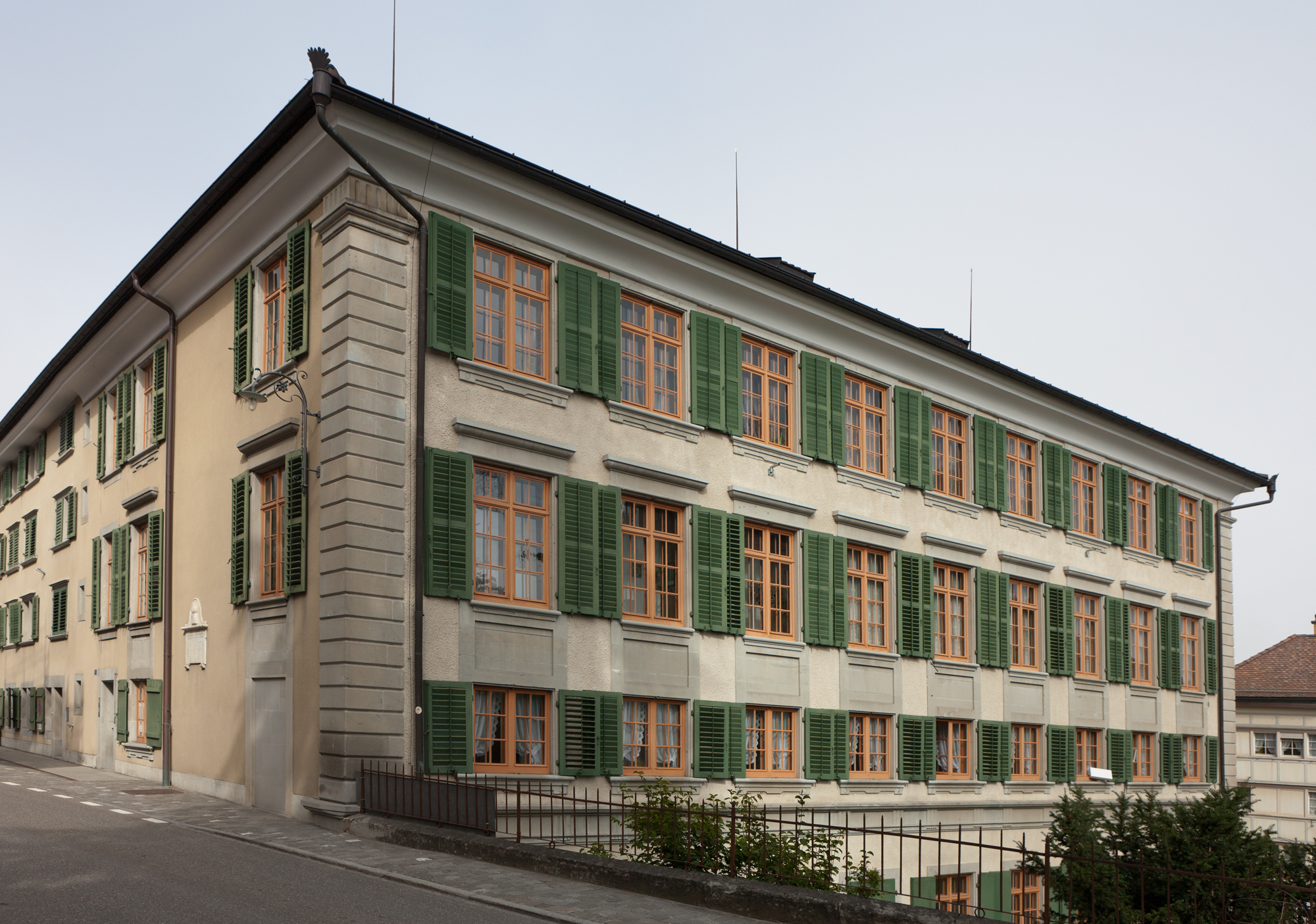
Der Fünfeckpalast ist Sitz des Obergerichts und der Kantonsbibliothek

Das kantonale Obergericht, das Kantonsgericht (Äquivalent zum Bezirksgericht in Kantonen mit Bezirken), das Verwaltungsgericht sowie das Jugendgericht haben ihren Sitz in Trogen. Obwohl der Kanton Appenzell Ausserrhoden laut Kantonsverfassung keinen Kantonshauptort kennt, teilen sich diesen Status de facto Herisau (Sitz der Legislative, der Exekutive und des Polizeiwesens) und Trogen (Sitz der Judikative). In Trogen befindet sich auch das Amt für Kultur mit der Kantonsbibliothek Appenzell Ausserrhoden.
Bis zur Abschaffung der Landsgemeinde waren Hundwil und Trogen die beiden alternierenden Versammlungsorte der Ausserrhoder Landsgemeinde.
Seit 2023 ist Lisa Roth Gemeindepräsidentin der Gemeinde Trogen (Stand Januar 2024). Trogen verfügt über einen siebenköpfigen Gemeinderat, der unter der Leitung der Gemeindepräsidentin steht. Der Rat wird für eine vierjährige Amtszeit von den Einwohnerinnen und Einwohnern im Majorzverfahren bestimmt. Der Gemeinderat ist ein politisches Organ der Exekutive und kümmert sich im Rahmen seiner Kompetenzen um die laufenden Geschäfte der Gemeinde. Es gibt auf Gemeindeebene keine begrenzte Anzahl Amtszeiten. Die aktuelle Zusammensetzung des Gemeinderats ist auf der Webseite der Gemeinde abrufbar.
Aufgrund der Einwohnerzahl darf Trogen zwei Personen im Kantonsrat in Herisau stellen, der die Legislative des Kantons bildet. Die Personen werden im Majorzverfahren von den Einwohnerinnen und Einwohnern für eine Amtszeit von vier Jahren bestimmt. Die Kantonsrätinnen und Kantonsräte vertreten die Interessen der Gemeinde auf kantonaler Ebene. Die aktuellen Vertretungen aller Gemeinden sind auf der Webseite des Kantonsrats verzeichnet.
Als eine von vier Ausserrhoder Gemeinden hat Trogen das Stimm- und Wahlrecht für Ausländerinnen und Ausländer eingeführt. Das bedeutet, dass Ausländerinnen und Ausländer auf kommunaler Ebene gleichberechtigt politisch mitbestimmen dürfen, sofern sie einige vom Kanton gestellte Bedingungen erfüllen (10 Jahre Wohnsitz in der Schweiz, 5 Jahre Wohnsitz in Appenzell Ausserrhoden, aktueller Wohnsitz in Trogen).

## Wirtschaft und Infrastruktur
Für die wirtschaftliche Blüte von Trogen war die Textilindustrie massgeblich. Spinnen, Weben und Sticken in Heimarbeit brachte ab dem 16. Jahrhundert Verdienst ins Dorf. Zunächst Leinwand, später Baumwolle und feinste Mousseline. Die Waren wurden nach St. Gallen geliefert. 1667 richtete Conrad Zellweger-Rechsteiner die erste Leinwandschau im Dorf ein. Es war der Auftakt zum Jahrhundert der Zellweger, in dem die Zellweger-Familie einen florierenden internationalen Textilhandel betrieb, Reichtum ins Dorf brachte und mit dem Bau von Palästen rund um den Landsgemeindeplatz das Dorf architektonisch prägte. 1817 ging die letzte Zellweger-Firma Konkurs.
Heute vermarktet sich Trogen primär als Kulturdorf. Es gibt keine nennenswerte Industrie, aber diverse Handwerks- und Gewerbebetriebe. Arbeitsplätze gibt es vor allem im Baugewerbe, insbesondere Sägerei, Schreinerei und Holzbau. Das Dorf verfügt über einen Lebensmittelladen und mehrere Restaurants. 2017 eröffnete im Trogner Hinterdorf mit «Bio Ohne» der erste Unverpackt-Laden im Appenzellerland.

### Medien
Das Mitteilungsblatt der Gemeinde heisst «Trogner Info Poscht» und hat eine Auflage von 1090 Exemplaren (Stand 2024). Es erscheint elfmal pro Jahr und wird gratis an alle Haushalte zugestellt. Produziert wird es von der Druckerei Lutz in Speicher.

### Schulen

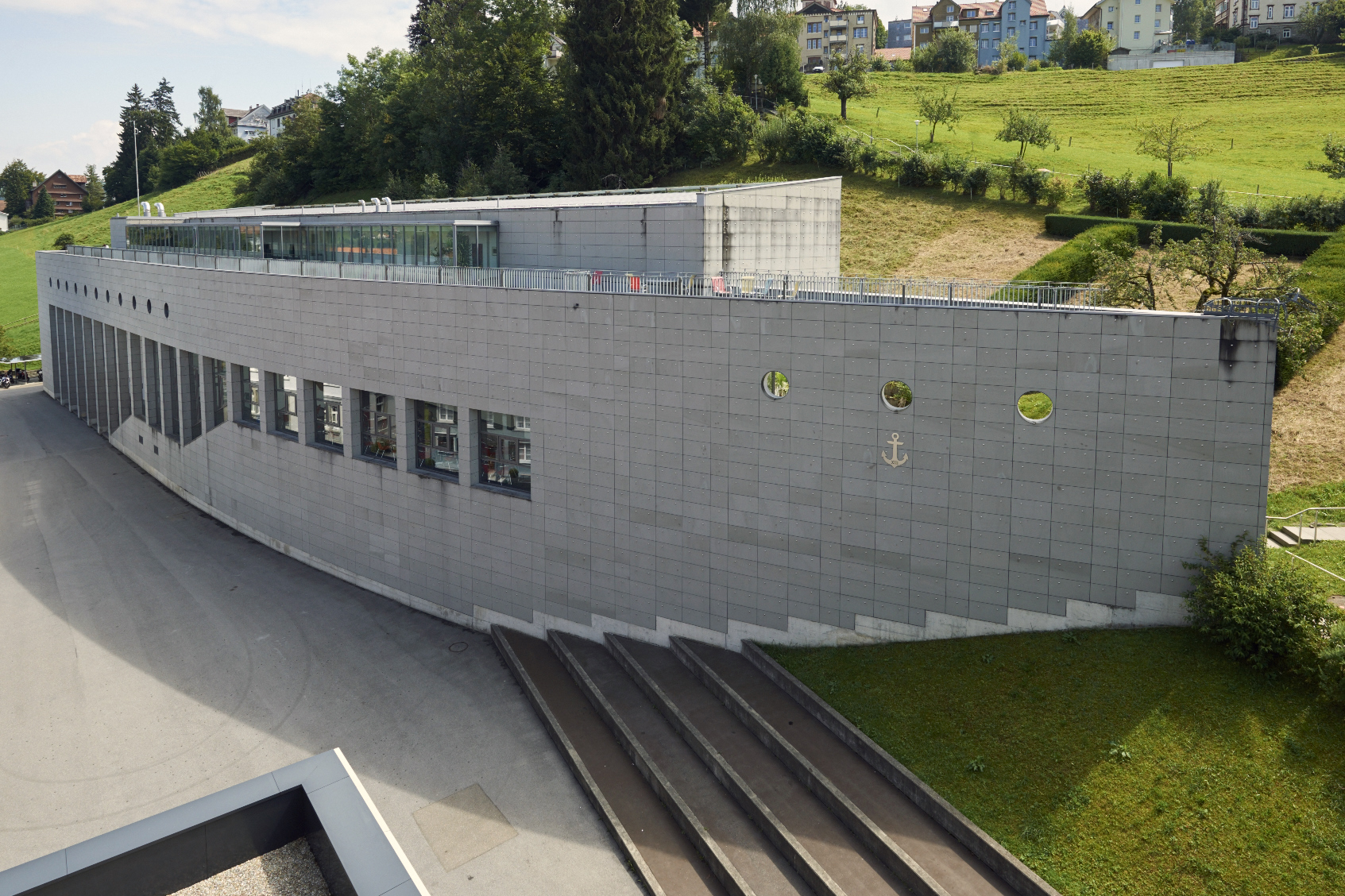
Die «Arche» der Kantonsschule Trogen

Ab Beginn des 18. Jahrhunderts gab es zwei Freischulen, im Dorf und in der Eugst. Nach und nach entstanden weitere Schulhäuser. Heute sind der Kindergarten und die Primarschule im Schulhaus Nideren zusammengefasst. In der integrativen Schulform werden Kinder mit Teilleistungsschwächen in die Regelklassen integriert. Angeboten wird auch eine Tagesstruktur. Die kooperative Sekundarschule für Trogen, Wald und Rehetobel ist Teil der Kantonsschule. Trogen ist der Musikschule Appenzeller Mittelland angeschlossen.
1821 wurde die «Lehr- und Erziehungsanstalt für die Söhne der gebildeten Stände» gegründet, die heutige Kantonsschule Trogen (KST). Der Standort in der Nideren geht auf eine Schenkung von Johann Caspar Zellweger zurück. Im Haus wurden Schulräume und ein Knabenkonvikt eingerichtet. Über die Jahre kamen Ergänzungsbauten hinzu, etwa 1928 eine Turnhalle. Ab 1895 durften auch Mädchen die Schule besuchen, erst 1968 wurde jedoch auch ein Mädchenkonvikt eröffnet. Zum letzten Ausbauschritt gehörten 1995 das Schulhaus «Arche» des Architekturbüros Loesch Isoz Benz aus St. Gallen und 1999 das Mehrzweckgebäude mit Aula und Mediathek. Zum Angebot der Kantonsschule gehören neben dem Gymnasium auch eine Wirtschafts- und Fachmittelschule. Der Kantonsschulverein Trogen KVT wurde 1913 als Turnverein gegründet und wurde 1929 zu einer farbentragenden Verbindung, ab 1947 mit einem Altherrenverband. Die «Ehemaligen» unterstützten die Kantonsschule Trogen mehrfach bei Bauvorhaben. Heute organisiert der KTV Zusammenkünfte, unterstützt mit Mentoraten bei der Studien- und Berufswahl und gibt eine Publikation heraus.
Der Verein Tipiti, der 1976 in Trogen gegründet wurde, kümmert sich um Kinder und Jugendliche, die nicht in ihren Herkunftsfamilien leben können. Er führt in Trogen eine erlebnis- und handlungsorientierte Gesamtschule für verhaltensauffällige Kinder vom 1. bis zum 9. Schuljahr.

### Öffentliche Einrichtungen

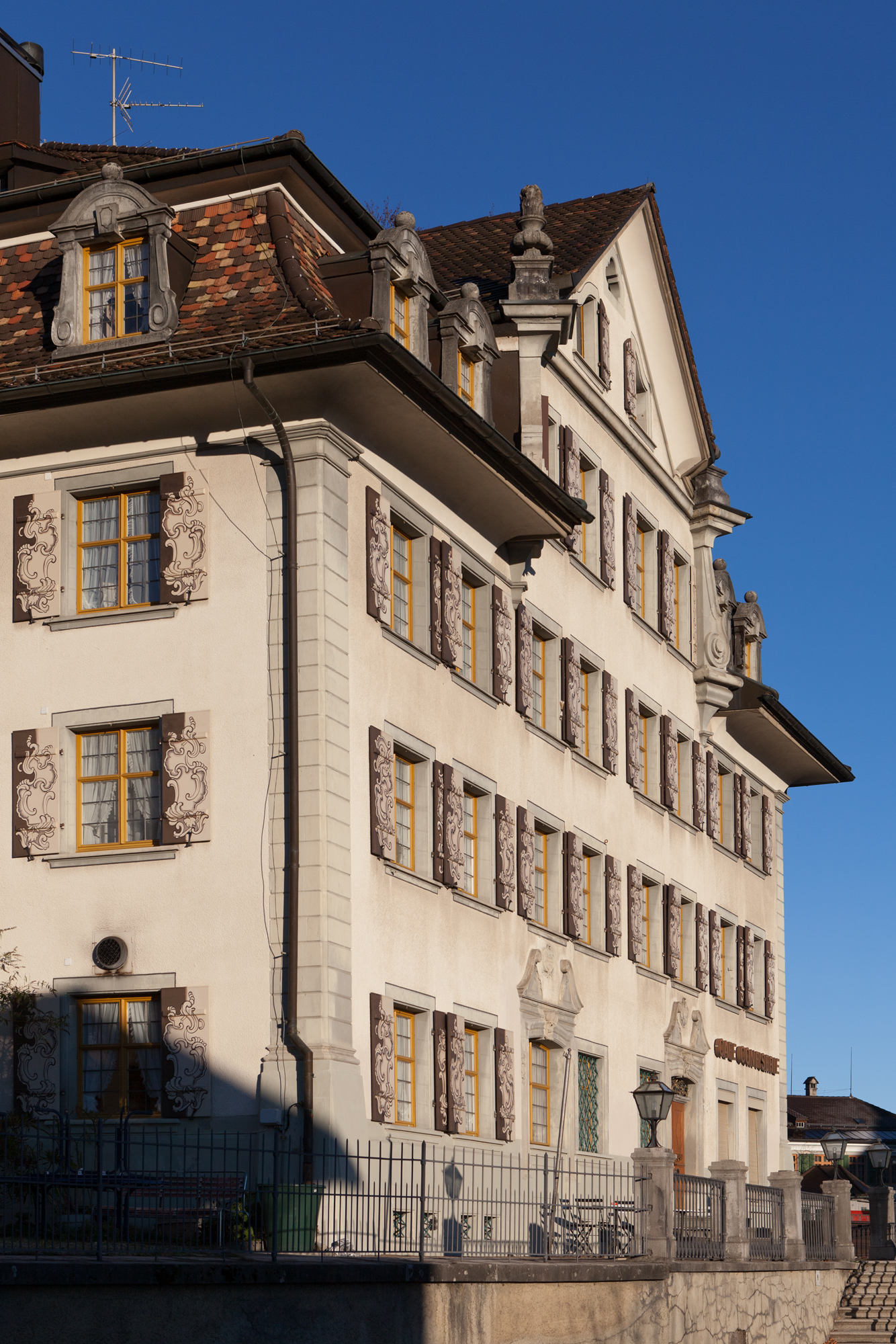
Der Sonnenhof, die einstige Zellweger'sche Kinderkuranstalt

Das Haus «Lindenbühl» wurde 1840/41 von Eduard Zellweger-Ray gebaut. Es war zeitweise eine Bierbrauerei. Von 1856 bis in die 1880er-Jahre betrieb Johann Ulrich Zellweger-Ryhiner im Haus eine Erziehungs- und Webanstalt, in der junge Menschen eine Ausbildung absolvieren konnten. Ab 1886 war das Grand-Hôtel du Lindenbühl eine Pension für Kurgäste, in der unter anderem Emily Kempin-Spyri oder Henri Dunant logierten. Nach 1898 wurde das Haus dann von Mitgliedern der Zellweger-Familie als Feriendomizil genutzt und 1952 schliesslich an das Schweizer Arbeiterhilfswerk verkauft. Die Organisation betrieb es als Ferien- und Bildungshaus, führte Ferienkolonien für Kinder durch und brachte Flüchtlinge unter. Seit 2004 ist der «Lindenbühl» im Besitz einer Genossenschaft, die es für Kurse, Tagungen, Gruppenferien und Anlässe nutzt.
1877 wurde das mittelländische Bezirkskrankenhaus in Trogen eröffnet, errichtet wurde der Holzriegelbau auf dem Areal der Gartenanlage des ehemaligen Honnerlag'schen Doppelpalasts. 1923 wurde das Spital um einen Rundbau und ein Absonderungshaus erweitert. Nach 1976 war das Haus nur noch ein Alters- und Pflegeheim, 2006 schloss es ganz. Seither heisst das Spital «Palais bleu» und wird von Künstlerinnen und Künstlern als Raum zum Wohnen und für Ateliers genutzt, darunter die Szenografin Karin Bucher und der Filmemacher Thomas Karrer.
1881 gründete das Arztehepaar Hans und Mathilde Zellweger-Krüsi im «Sonnenhof» ein Ferienheim für Kinder und bauten dieses allmählich zur Zellweger'schen Kinderkuranstalt aus: einem Schulsanatorium und Erziehungshaus für erholungsbedürftige und chronisch kranke Kinder. Mathilde war die Schwester von Sophie Taeuber-Krüsi und als deren Mann starb, nahm sie die alleinerziehende Mutter mit ihren Kindern auf. Die Mutter betrieb ab 1902 in der von ihr entworfenen «Villa Taeuber» eine Pension. Aus der Tochter wurde später die Künstlerin Sophie Taeuber-Arp.
Das Haus Vorderdorf wurde 1956 als «Ostschweizerisches Wohn- und Altersheim für Taubstumme Trogen» gegründet. Seither wurde es erweitert und renoviert und ab 1992 auch für Hörende geöffnet. Es wird heute als Alters- und Pflegeheim mit Einzelzimmern und Wohnungen mit Dienstleistungen geführt.
Das Wohn- und Pflegeheim Boden wird von den Gemeinden Trogen und Speicher geführt. Es liegt etwas oberhalb des Dorfs und bietet Platz für 25 Personen.

### Soziale Institutionen

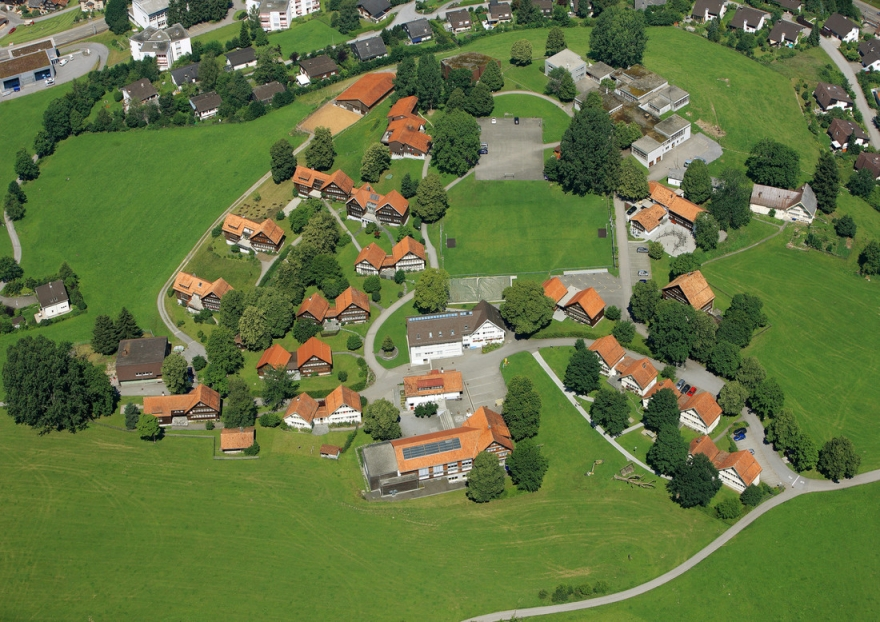
Das Kinderdorf Pestalozzi

In Trogen befindet sich das über den Kanton hinaus bekannte Kinderdorf Pestalozzi. Das Dorf für kriegsgeschädigte Kinder wurde 1946 auf Initiative von Walter Robert Corti eröffnet. Heute ist die Stiftung Kinderdorf Pestalozzi ein Hilfswerk, das sich für Kinder und Jugendliche in der Schweiz und in zwölf Ländern weltweit engagiert. In Trogen wird der kulturelle Austausch gepflegt, indem Menschen aus den verschiedensten Ländern zusammenkommen und sich während Projektwochen kennenlernen. Die Stiftung unterstützt Kinder auf ihrem Bildungsweg und ermöglicht so bessere Zukunftschancen.
Das Werkheim Neuschwende nimmt erwachsene Menschen mit Unterstützungsbedarf auf. Diese leben in Wohngruppen und werden in den Bereichen Gärtnerei, Handweberei, Zentralküche, Holzwerkstatt oder im Werkatelier beschäftigt. Das Heim wird nach anthroposophischen Grundsätzen geführt.

### Verkehr
Die Strasse über den Ruppen nach Altstätten ist schon im 13. Jahrhundert bezeugt. Die Fusswege durch das Chastenloch nach Rehetobel und durch das Trogener Tobel und die Bruggmüli nach Wald waren alte Kirchwege. Für die Strasse über die Wissegg nach Bühler gibt es ein Zeugnis von 1830. Die Strassen nach Altstätten, Wald und Bühler wurden im 19. Jahrhundert zu Fahrstrassen ausgebaut. Die Verbindung Teufen–Trogen–Wald ist Teil der Mittellandstrasse, einer Verbindung quer durch den Kanton, die ab 1853 erstellt bzw. ausgebaut wurde.
Die Trogenerbahn nahm ihren Betrieb 1903 auf. Schon 1872 hatte es den Vorschlag gegeben, eine Bahn von St. Gallen nach Gais mit einem Abzweiger in Teufen nach Speicher und Trogen zu bauen, 1897 das Projekt mit einer Bahn von St. Gallen über Speicherschwendi nach Trogen. Die heutige Linienführung über die Vögelinsegg stammte vom Zürcher Ingenieur Charles Du Riche-Preller. 2006 ging die Trogenerbahn in der Fusion zu den Appenzeller Bahnen auf. Seit der Eröffnung der Durchmesserlinie 2018 ist die Bahnstrecke Appenzell–St. Gallen–Trogen durchgehend.
Von Trogen führen Postautolinien nach Teufen und über Wald oder Oberegg nach Heiden.

## Kultur und Freizeit
Die Gemeinde Trogen präsentiert sich in ihrem Logo als «Kulturdorf im Appenzellerland». Die Gemeinde steht im Inventar der schützenswerten Ortsbilder der Schweiz, erwähnt werden dort das Ensemble am Landsgemeindeplatz, aber auch weitere Häuserzeilen und das Pestalozzidorf. Auf der Homepage der Gemeinde wird ein Verzeichnis der Kulturschaffenden im Dorf geführt.
Die Rudolf und Gertrud Bünzli-Scherrer Stiftung (kurz Bünzli-Stiftung) wurde im Jahre 1988 gegründet, ein Jahr nach Gertrud Bünzli-Scherrers Tod. Sie war eine engagierte Einwohnerin von Trogen, die auch durch ihren Einsatz für das Frauenstimmrecht Bekanntheit erlangte. Zudem war sie Mitbegründerin des Deutschschweizer Konsumentinnenforums. Die Stiftung unterstützt unter anderem kulturelle Veranstaltungen im Interesse der Gemeinde Trogen.

### Museen und Kunst

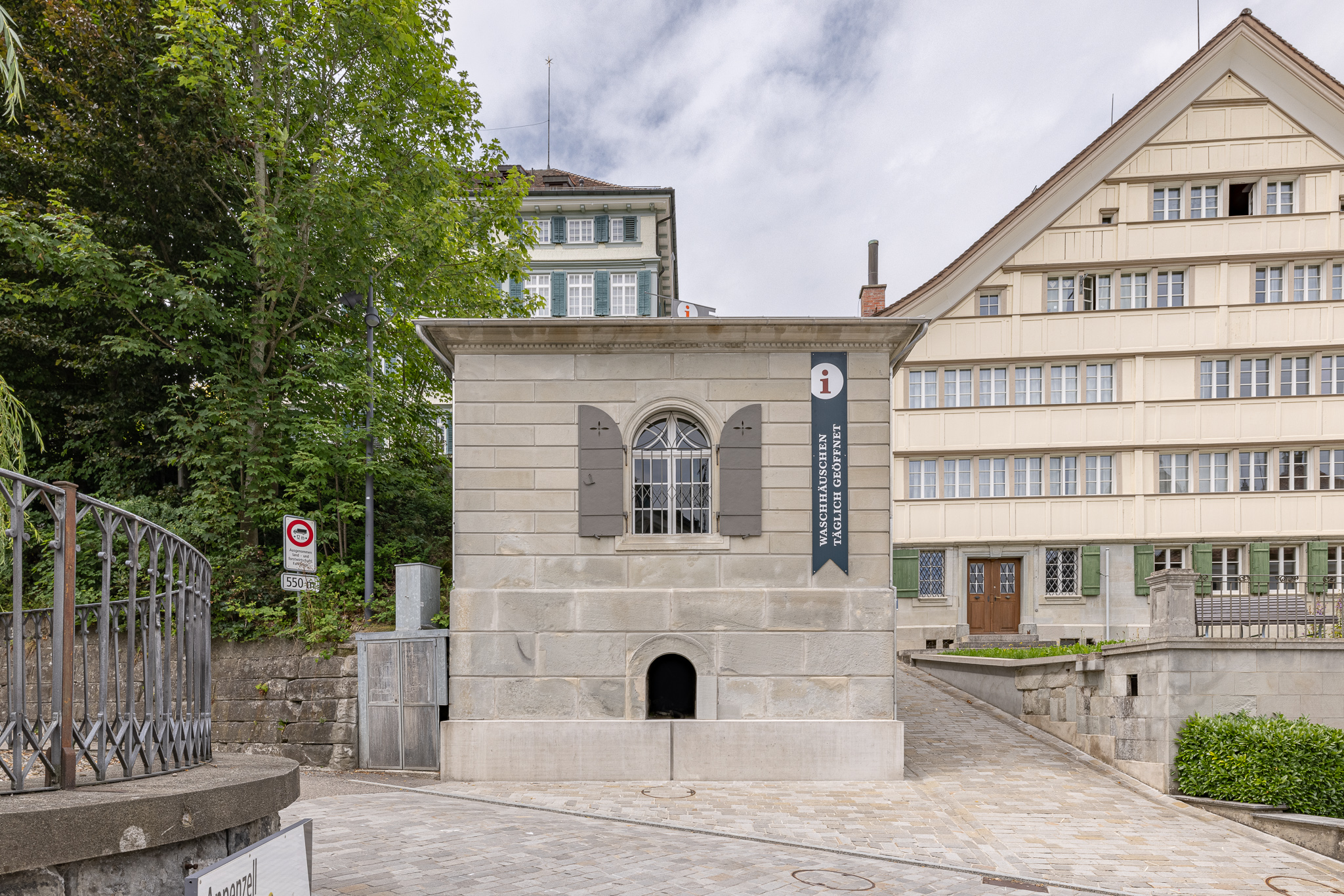
Die zentrale Informationsstelle zum Jahrhundert der Zellweger im Waschhäuschen am Landsgemeindeplatz

Jahrhundert der Zellweger entstand auf Initiative der Gemeinde Trogen und der Kantonsbibliothek Appenzell Ausserrhoden. Das 2014 ins Leben gerufene Vermittlungsangebot mit Ausstellung und Hörpfaden ermöglicht Besucherinnen und Besuchern, die Geschichte der Textilhandelsfamilie Zellweger im 18. und 19. Jahrhundert kennenzulernen und die Zellweger-Paläste inklusive Kirche am Landsgemeindeplatz zu besuchen.
Das Schützenmuseum Trogen unter dem Dach des Zellweger'schen Doppelpalasts am Landsgemeindeplatz dokumentiert die 400-jährige Geschichte des Schiesswesens im Appenzellerland. Es wurde vom Kantonalschützenverein Appenzell Ausserrhoden gegründet und wird von einem Verein geführt.
Die Avantgarde-Künstlerin Sophie Taeuber-Arp (1889–1943) hat ihre Kindheit und Jugend in Trogen verbracht. Anlässlich ihres 80. Todestags 2023 hat eine Interessengemeinschaft die Trogener Jahre der Künstlerin aufgearbeitet, eine Veranstaltungsreihe organisiert, den Wartesaal im Bahnhof mit altem Bildmaterial gestaltet und eine dokumentarische Webseite erarbeitet.

### Bauwerke

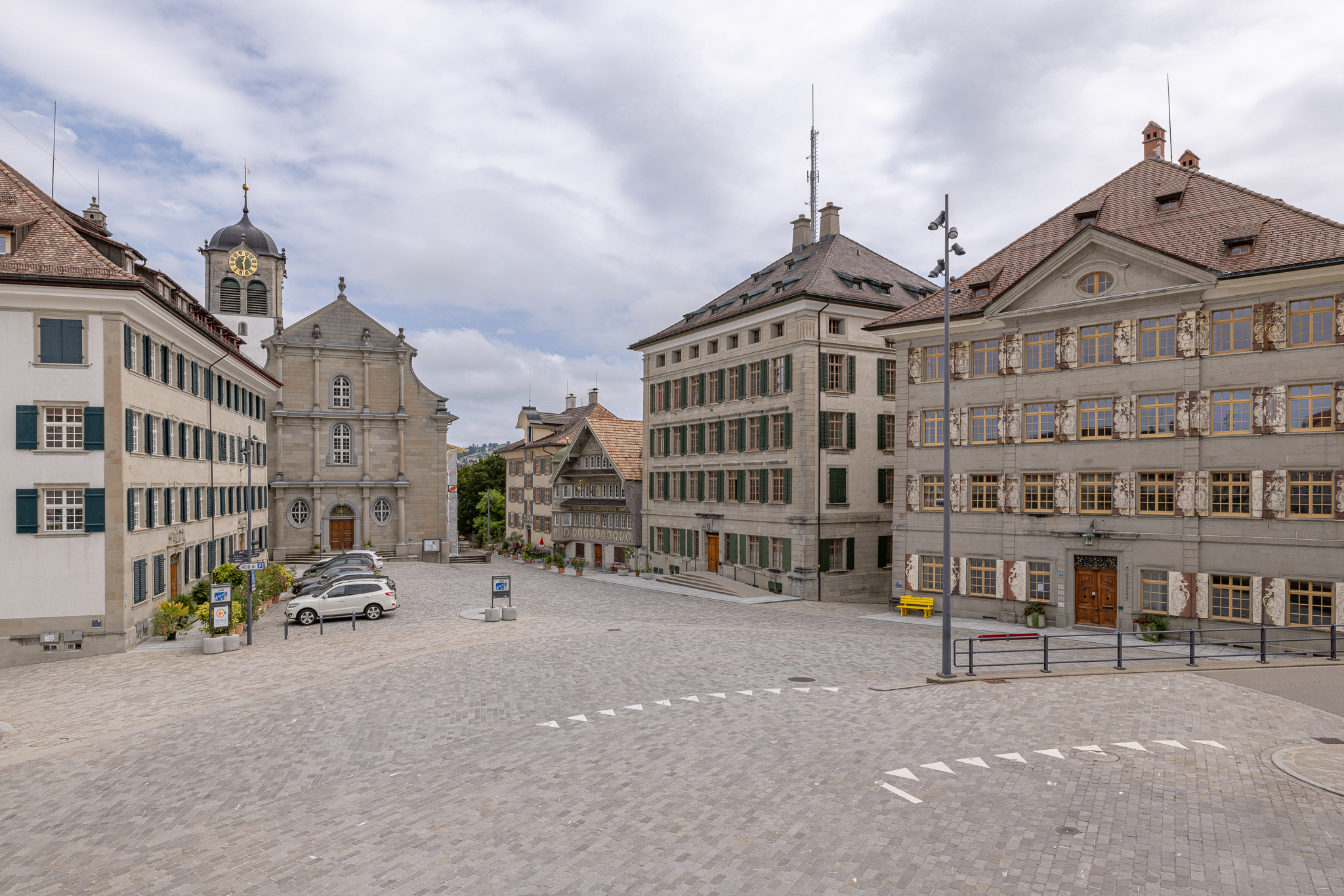
Der Landsgemeindeplatz

### Sport und Naherholung

Das Schwimmbad Trogen um 1935